# New to You
New to You è un singolo del disc jockey britannico Calvin Harris, le cantanti statunitensi Normani e Tinashe e il rapper statunitense Offset, pubblicato il 29 luglio 2022 come quarto estratto dal sesto album in studio di Harris Funk Wav Bounces Vol. 2.